# 量の次元
量の次元（りょうのじげん、英: dimension of a quantity）とは、ある量体系に含まれる量とその量体系の基本量との関係を、基本量と対応する因数の冪乗の積として示す表現である。
ISOやJISなどの規格では量 Q の次元を dim Q で表記することが規定されているが、しばしば角括弧で括って [Q] で表記される。
なお、次元は単位と混同が多い概念であるが、量体系に対して定まる概念であり、単位系の選び方には依らない。
次元は量の間の関係を表す方法であり、量方程式の乗法を保つ。ある量 Q が二つの量 q1, q2 によって量方程式 Q = q1 q2 で表されているとき、それぞれの量の次元の間の関係は量方程式の形を反映して
[Q] = [q1] [q2]
となる。基本量 A,B,C,... と対応する因子を [A],[B],[C],... で表したとき、量 Q の次元は
[Q] = [A]a [B]b [C]c ×...
の形で一意に表される。このとき冪指数 a,b,c,... は次元指数と呼ばれる。全ての次元指数がゼロとなる量の次元は指数法則により1である。次元1の量は無次元量（英: dimensionless quantity）とも呼ばれる。

## 概要

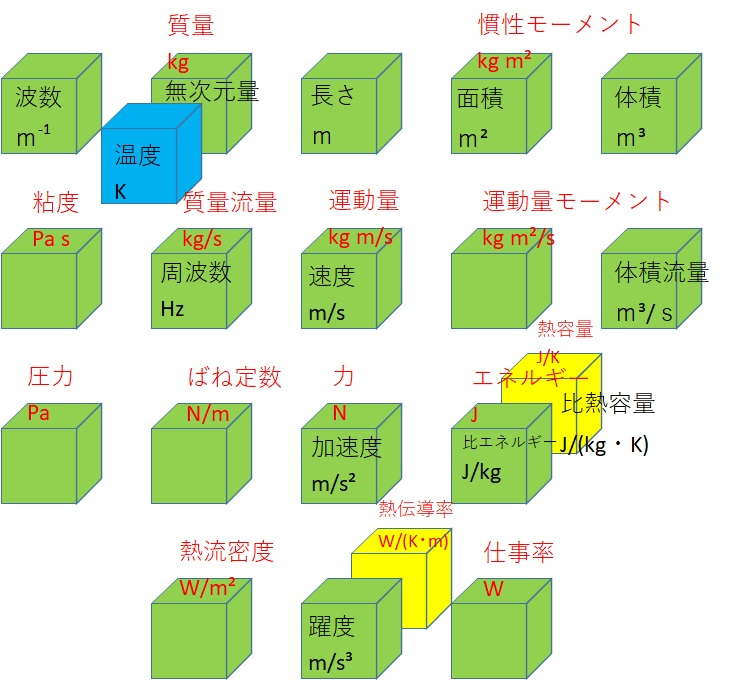
長さ、時間、質量、温度の次元

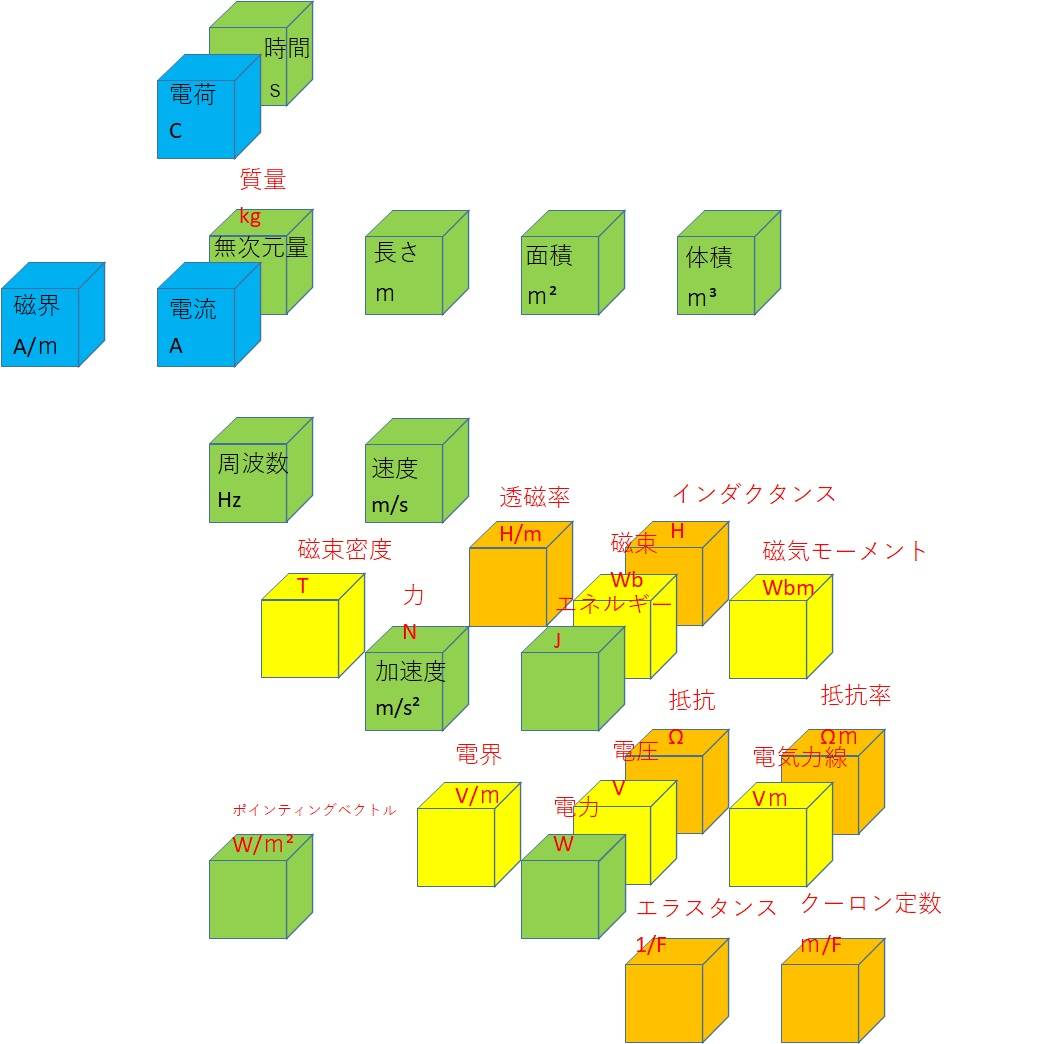
長さ、時間、質量、電流の次元

長方形の面積は、2つの辺の長さの積によって表される。三角形の面積は、底辺の長さと高さの積の半分で表される。円の面積は、円周の長さと半径の積の半分で表される。このように様々な平面図形の面積は、係数を無視すれば「辺の長さ」や「円周の長さ」などの違いはあれど、全て[長さ]×[長さ]として表される。
また、角柱や円柱の体積は、底面の面積と高さの積によって表され、角錐や円錐の体積は底面の面積と高さの積の3分の1で表される。これらは[面積]×[長さ]と表される。
さらに、弧度法による角度は、円周の長さの半径に対する比で表される。
このように幾何学的な量の間に
- [面積]=[長さ]×[長さ]=[長さ]2
- [体積]=[面積]×[長さ]=[長さ]3
- [角度]=[長さ]/[長さ]=[長さ]0

のような長さの冪としての関係が見いだされる。このような関係が量の次元による表現である。
てこにかかる力の釣り合いは、支点から作用点までの長さと、作用点にかかる力の積である力のモーメントによって表される。
てこや滑車などの単純機械を用いて物体を移動させるとき、物体の移動距離と、移動方向にかかる分力との積（内積）によって表される仕事は変化しない。
パスカルの原理などで現れる圧力は面積当たりの力である。
フックの法則において、ばねにかかる力とばねの変形する長さの比であるばね定数がばねの特性を決める。
物体の接触面での摩擦力は垂直抗力に対する比である摩擦係数によって表される。
このような静力学における量の間の関係は
- [力のモーメント]=[長さ]×[力]
- [仕事]=[長さ]×[力]
- [圧力]=[力]/[面積]=[長さ]−2×[力]
- [ばね定数]=[力]/[長さ]=[長さ]−1×[力]
- [摩擦係数]=[力]/[力]=[長さ]0×[力]0

となる。
長さの冪だけでは表すことができず、力を含める必要がある。
このように、扱う量体系によって次元を表現するために必要となる基本量は異なる。
量の次元の概念は物理量に限らず、社会科学的な量体系にも用いることができる。例えば、
- [来客数]=[人数]
- [売上]=[金額]
- [客単価]=[売上]/[来客数]=[金額]×[人数]−1

などが成り立つ。

## 国際量体系における次元
| 基本量     | 次元の記号 | SI基本単位       |
| ---------- | ---------- | ---------------- |
| 長さ       | L          | メートル（m）    |
| 質量       | M          | キログラム（kg） |
| 時間       | T          | 秒（s）          |
| 電流       | I          | アンペア（A）    |
| 熱力学温度 | Θ          | ケルビン（K）    |
| 物質量     | N          | モル（mol）      |
| 光度       | J          | カンデラ（cd）   |

国際量体系（ISQ）においては、7つの物理量が基本量として規定されており、それぞれの基本量に独立の次元が与えられ、さらに次元の記号も規定されている。次元の記号はサンセリフ立体の大文字一文字で表記される。なお、国際単位系（SI）では、ISQの基本量の単位をSI基本単位としている。
ISQでは、粒子数や状態数などの可算量は無定義的に数えられる量として扱われており、無次元量とされている。
無定義的に導入される粒子数からアヴォガドロ定数により換算される物質量の次元は全ての化学種に共通である。このため、混合系の全物質量の計算では換算係数なしで足し合わせることが可能である。また、混合系の組成を表すモル分率は同じ次元の量の比なので無次元量となる。
ISQでは、角度やレベルなどは無次元量として扱われている。従って、三角関数や指数関数の変数は無次元量である。
ただし、状態数のレベルであるエントロピーだけは次元を持つ。

## 基本量
基本量とは、ある量体系の中で、取決めによって互いに機能的に独立であると認められている諸量の一つであり、考えている量体系の中で適切に基本量の組み合わせを選べば、一つの量の次元による表現は唯一通りに定まる。
どの量を基本量として選ぶかにはある程度の任意性がある。
例えば、ISQにおいて力学量は長さ、質量、および時間を基本量としているが、ニュートンの運動方程式に基づいて力の次元は
- [力] = [長さ]×[質量]×[時間]−2

として、長さ、質量、および時間の次元と関係付けられている。この3つの量を基本量に選ぶ必然性はなく、質量に変えて力（重量）を基本量に選ぶこともできる。
また、特殊相対性理論を扱う場合には、しばしば光速度 c が 1（定数）に固定される。このとき
- [時間] = [c−1]×[長さ] = [長さ]

であり、時間の次元は長さの次元に等しくなり、もはや時間を長さと独立な基本量として選ぶことはできない。量子力学を特徴付ける定数はプランク定数 ħ である。プランク定数は作用の次元を持ち、エネルギーの次元と時間の次元の積である。従ってプランク定数を1に固定するとき
- [時間] = [ħ]/[エネルギー] = [エネルギー]−1

であり、時間の次元はエネルギーの次元の逆に等しくなる。光速度とプランク定数を同時に1に固定すると、長さ、エネルギー、時間の次元が全て関係付けられ、力学量が一つの基本量の冪で表現されることになる。
光速度やプランク定数以外にも基本的な物理定数の 1 への固定がしばしば行われており、そのような体系は自然単位系と呼ばれている。

## 空間次元との関係
量の次元は、空間の次元とも密接に関わっている。3 次元空間では体積の次元は長さの次元の 3 乗で表されるが、一般に次元 d の空間では体積の次元は長さの次元の d 乗で表される。面積は長さの次元の 2 乗から d − 1 乗まで、種々の次元を持つ超曲面の面積が考えられる。体積や面積などの幾何学量だけでなく、体積当たりの密度や面積当たりの密度などの次元は空間の次元 d に依存することになる。
基本的な物理定数でもその次元が時空の次元に依存する定数がある。時空の幾何学である一般相対性理論を特徴付ける定数であるアインシュタインの重力定数 κ は、幾何学量である時空の曲率と、エネルギーテンソルを結ぶ係数である。エネルギーテンソルが密度である為、その次元は時空の次元に依存する。
また、無次元の定数として有名な微細構造定数 α も次元 d の空間（次元 d + 1 の時空）では無次元ではなくなる。
基本量として長さ、エネルギー、時間、温度を選び、それぞれの次元を L, E, T で表すと代表的な物理定数の次元は以下のように表される。
- 光速：[c] = LT−1
- 換算プランク定数：[ħ] = ET
- アインシュタインの重力定数：[κ] = Ld−2E−1
- 微細構造定数：[α] = Ld−3